# Samtgemeinde Bothel
De Samtgemeinde Bothel is een samtgemeinde in de Duitse deelstaat Nedersaksen. Het is een samenwerkingsverband van zes kleinere gemeenten in het zuiden van Landkreis Rotenburg. Het bestuur is gevestigd in Bothel. De samtgemeinde telt 8.294 inwoners.

## Geschiedenis, economie
Nagenoeg alle plaatsen in de gemeente zijn van oorsprong middeleeuwse boerendorpen of in de 19e eeuw door het afgraven van hoogveen in de streek ontstane veenkolonies, die zich geleidelijk tot kleine dorpen voor woonforensen, mensen die dus buiten de gemeente werken, aan het ontwikkelen zijn.
De meerderheid van de christenen in de samtgemeinde is sedert de Reformatie in de 16e eeuw evangelisch-luthers.
De plaatsen in de samtgemeinde deelden de historische lotgevallen van Bremen-Verden (vanaf 1648 Zweeds), en in de 18e eeuw het Keurvorstendom Brunswijk-Lüneburg. Na de val van Napoleon in 1815 behoorde het tot 1866 tot het Koninkrijk Hannover, en daarna tot Pruisen (1866-1871), daarna tot het Duitse Keizerrijk (1871-1918).
De hier beschreven dorpen lagen op heide- en veengrond en kenden tot ver na 1900 veel armoede. Men leefde van turfstekerij en landbouw. Na de Tweede Wereldoorlog werden enige dorpen uitgebreid met nieuwe wijken voor Heimatvertriebene, Duitsers, die na de oorlog hun woongebieden in o.a. Silezië, Oost-Pruisen en het Sudetenland moesten verlaten omdat die gebieden niet meer tot Duitsland behoorden. Bij twee gemeentelijke herindelingen, in 1971 en in 1974 (toevoeging van Kirch- en Westerwalsede) kwam de Samtgemeinde tot stand.
Aan de oostrand van Hemsbünde, aan de B71, staat een middelgrote fabriek van overwegend van hout gemaakte deuren, kozijnen, ramen e.d., die ook veel Nederlandse aannemersbedrijven als klant heeft.
Hemslingen heeft een bedrijventerrein voor lokaal midden- en kleinbedrijf. De bodem onder Hemslingen is rijk aan aardgas, dat er, tot 2011 ook door middel van fracking, en tot op heden op conventionele wijze is gewonnen. Het politiek linkse blad taz bekritiseerde in 2014 de door ExxonMobil bedreven aardgaswinning in de gemeente. Er zou door de winning vervuild water vanuit een diepte van meer dan 1.000 meter regelmatig omhoog komen, tot aan het grondwaterpeil. Hierdoor zou in de gemeente het aantal gevallen van leukemie en andere vormen van kanker veel hoger dan normaal zijn. Exxon spreekt dit tegen. Met name het kwikgehalte in het water zou niet afwijken van de ook zonder gaswinning geldende geologische situatie.

## Deelnemende gemeenten
Van west naar oost:
- Westerwalsede, met in 2022 765 inwoners, inclusief de gehuchten Süderwalsede en Rahnhorst
- Kirchwalsede, met in 2022 1.204 inwoners, bestaande uit Kirchwalsede en de gehuchten Riekenbostel, Federlohmühlen, Weißenmoor en Auf dem Sande; grenst, evenals Westerwalsede, in het zuiden aan de gemeente Kirchlinteln.
- Hemsbünde, met in 2022 1.222 inwoners, bestaande uit de dorpjes en gehuchten Hemsbünde, Hassel, Hastedt en Worth
- Bothel, waarvan het gemeentehuis op nr. 19, naast dat van de samtgemeinde is gevestigd, met in 2022 2.448 inwoners
- Brockel[3], met in 2022 1.408 inwoners, inclusief het dorpje Bellen en het landgoed Trochel
- Hemslingen, met in 2022 1.501 inwoners, inclusief het dorpje Söhlingen

Aantallen inwoners ontleend aan website Samtgemeinde Bothel.

## Geografie, infrastructuur
Een belangrijke buurgemeente is Rotenburg (Wümme). Westerwalsede en Kirchwalsede liggen ten zuiden van deze stad, Hemsbünde direct ten oosten ervan. In het zuiden grenst de samtgemeinde aan Visselhövede.
De Bundesstraße 71 loopt van Rotenburg in oost-zuidoostelijke richting door Hemsbünde, Brockel en Hemslingen heen, in de richting van Neuenkirchen en Soltau. De Bundesstraße 440 loopt van Rotenburg in zuidoostelijke richting naar Visselhövede. Het dorp Bothel ligt halverwege aan een ongeveer 6 km lange verbindingsweg tussen deze beide Bundesstraßen, 3 km ten zuid-zuidoosten van Brockel. Autosnelwegen liggen 15 of meer kilometer van de samtgemeinde vandaan.
De gehele samtgemeinde is karig met openbaar vervoer bedeeld. Brockel had tot 1958, op ruim een kilometer ten zuiden van het dorp, wel een spoorwegstation (aan een buiten gebruik gesteld zijspoor van de spoorlijn Hannover - Bremervörde). Ook het stationnetje te Westerwalsede aan de Spoorlijn Verden - Rotenburg, dat een zogenaamde Betriebsbahnhof is, wordt niet voor reizigersvervoer gebruikt. Busvervoer is beperkt tot een belbusservice en enkele schoolbusdiensten naar en van de omliggende grotere plaatsen, waar middelbare scholen staan.
Door de Samtgemeinde Bothel stromen diverse beken, waarvan de Rodau, de Wiedau en de Vissel de belangrijkste zijn. Deze beken behoren tot het stroomgebied van de Wümme, en zijn alleen van belang voor de waterhuishouding en vanwege hun ecologische waarde. In de samtgemeinde is naast boerenland veel bos aanwezig. De twee bekendste bossen in de samtgemeinde heten Hartwedel en Trochel.

## Bezienswaardigheden, toerisme

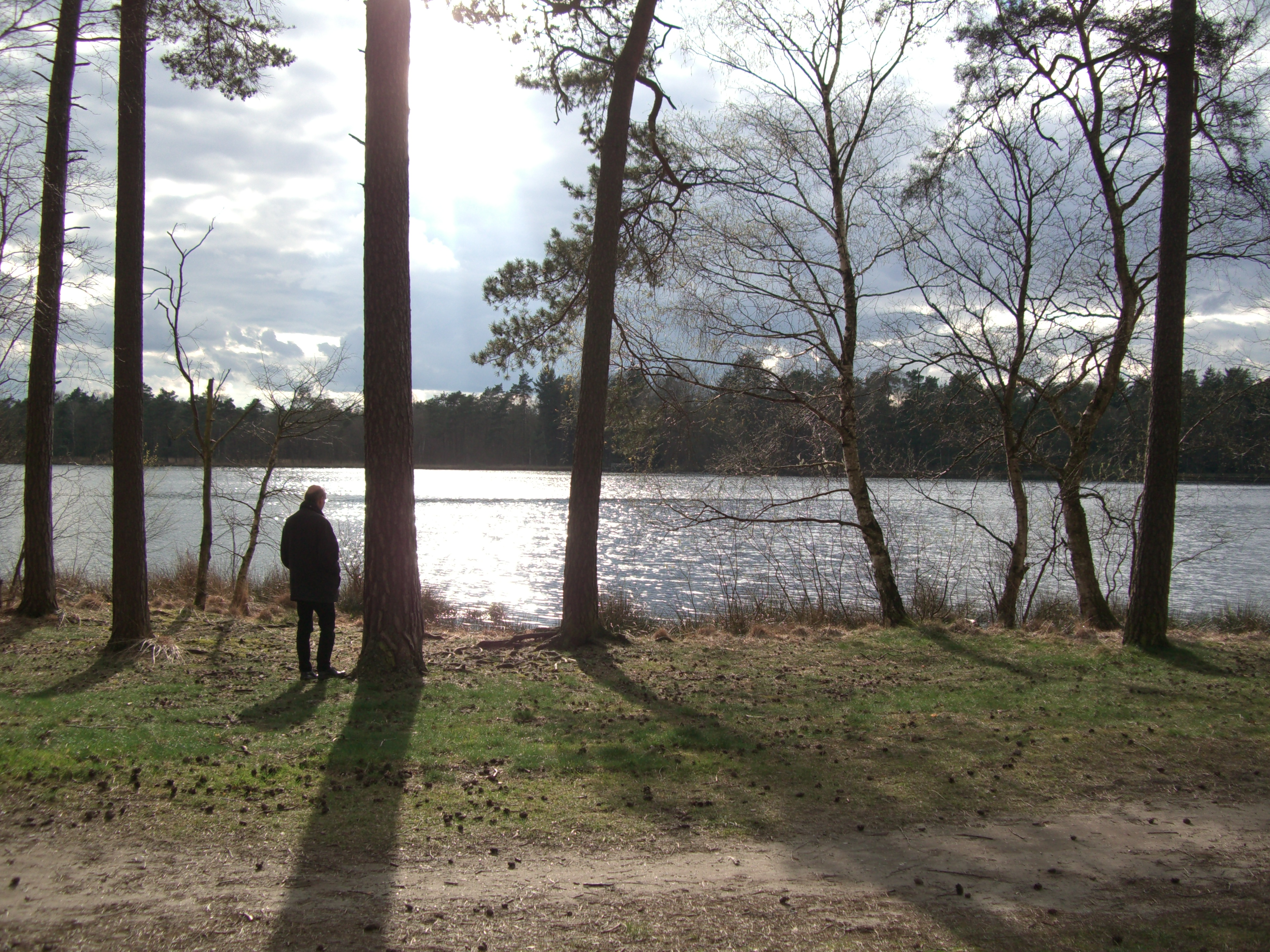
De Große Bullensee
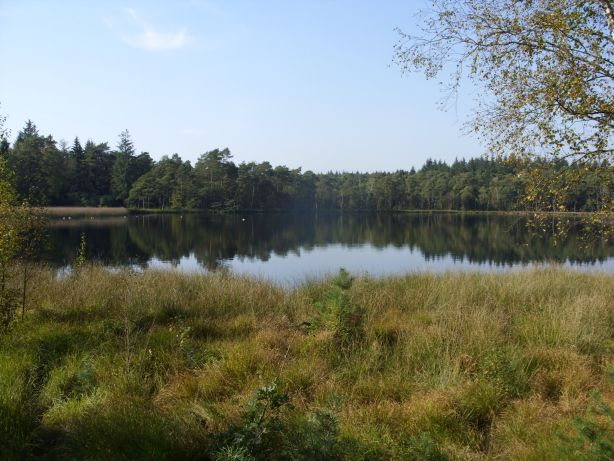
De Kleine Bullensee
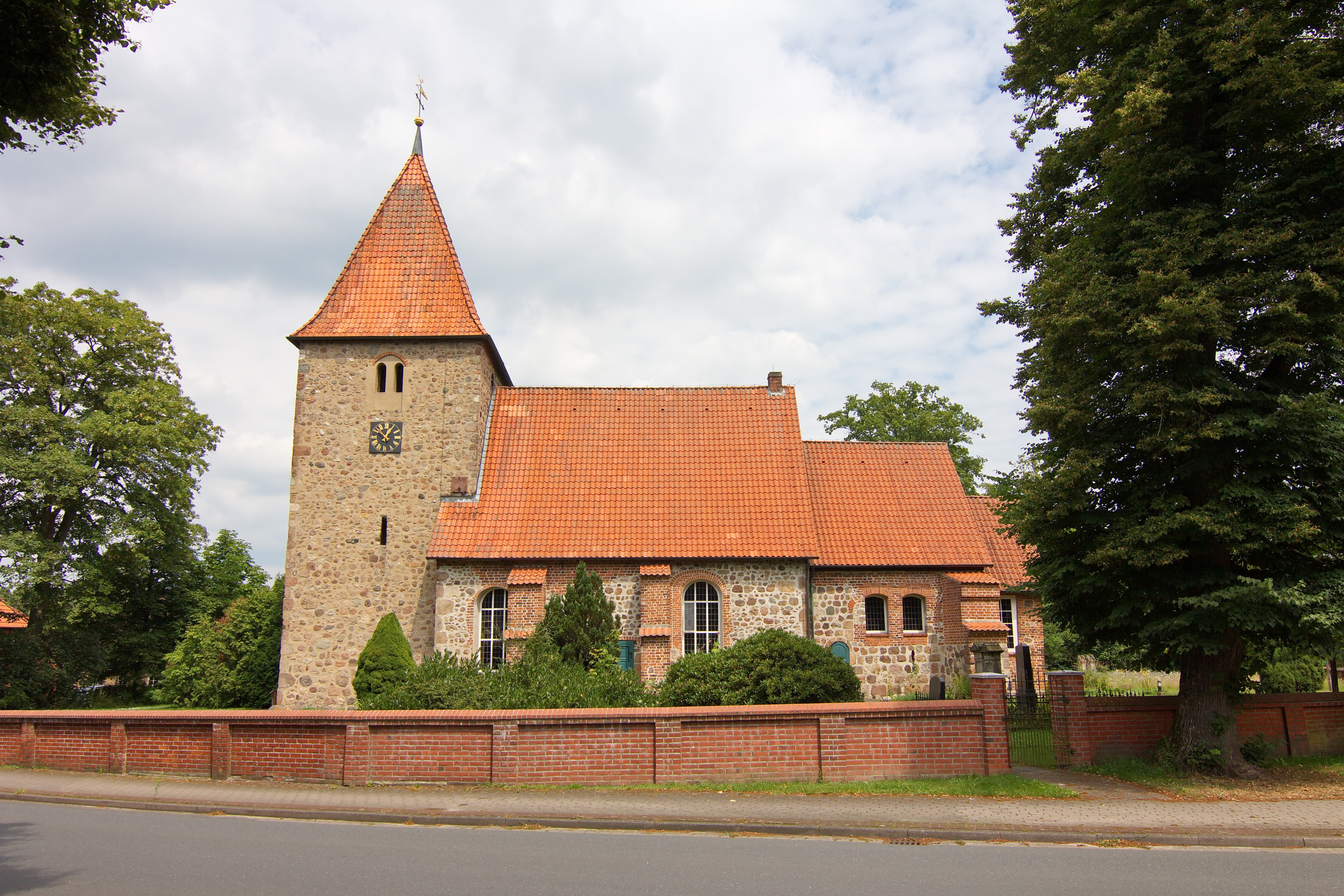
De Sint-Bartholomeüskerk te Kirchwalsede.
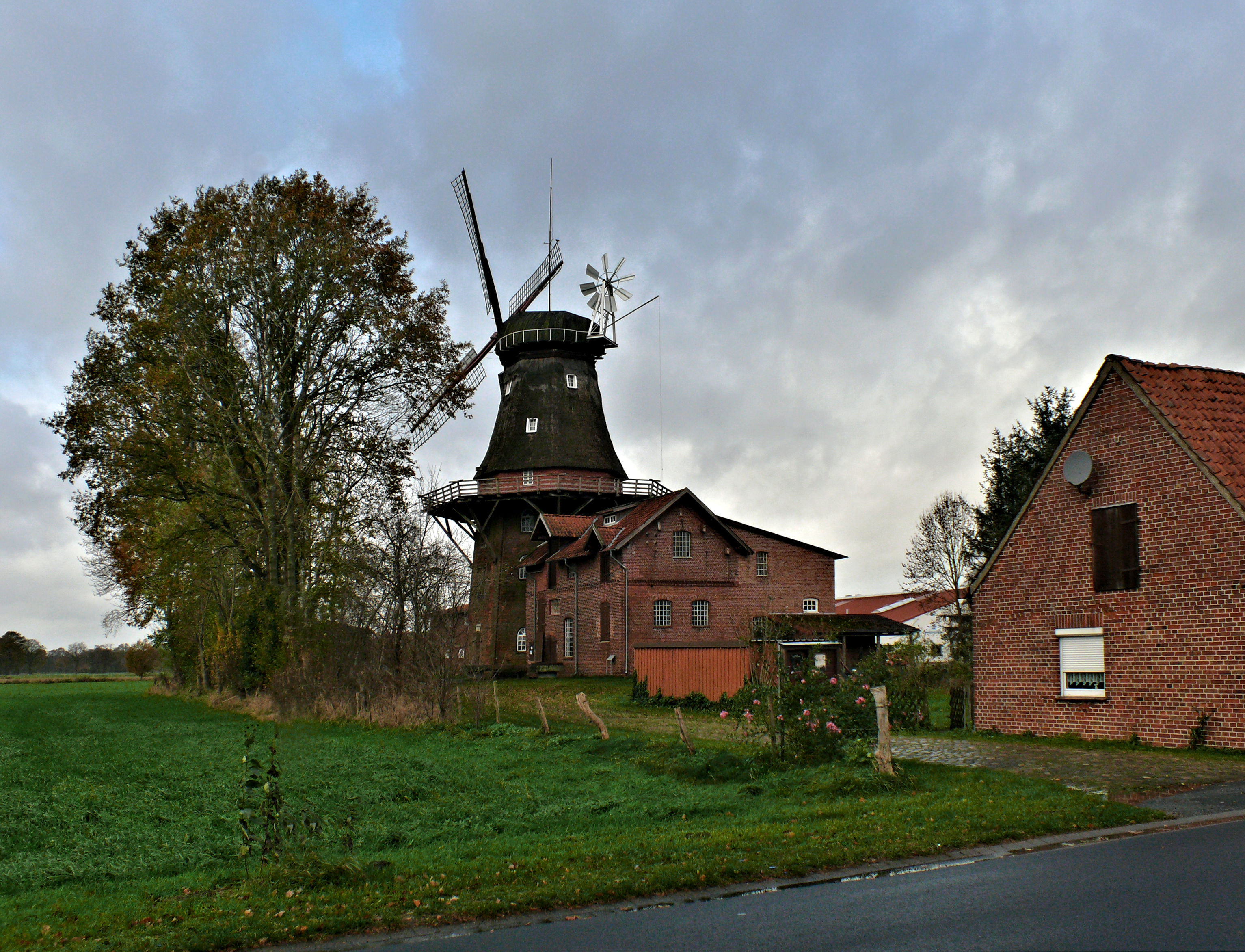
Windmolen (1860) te Brockel
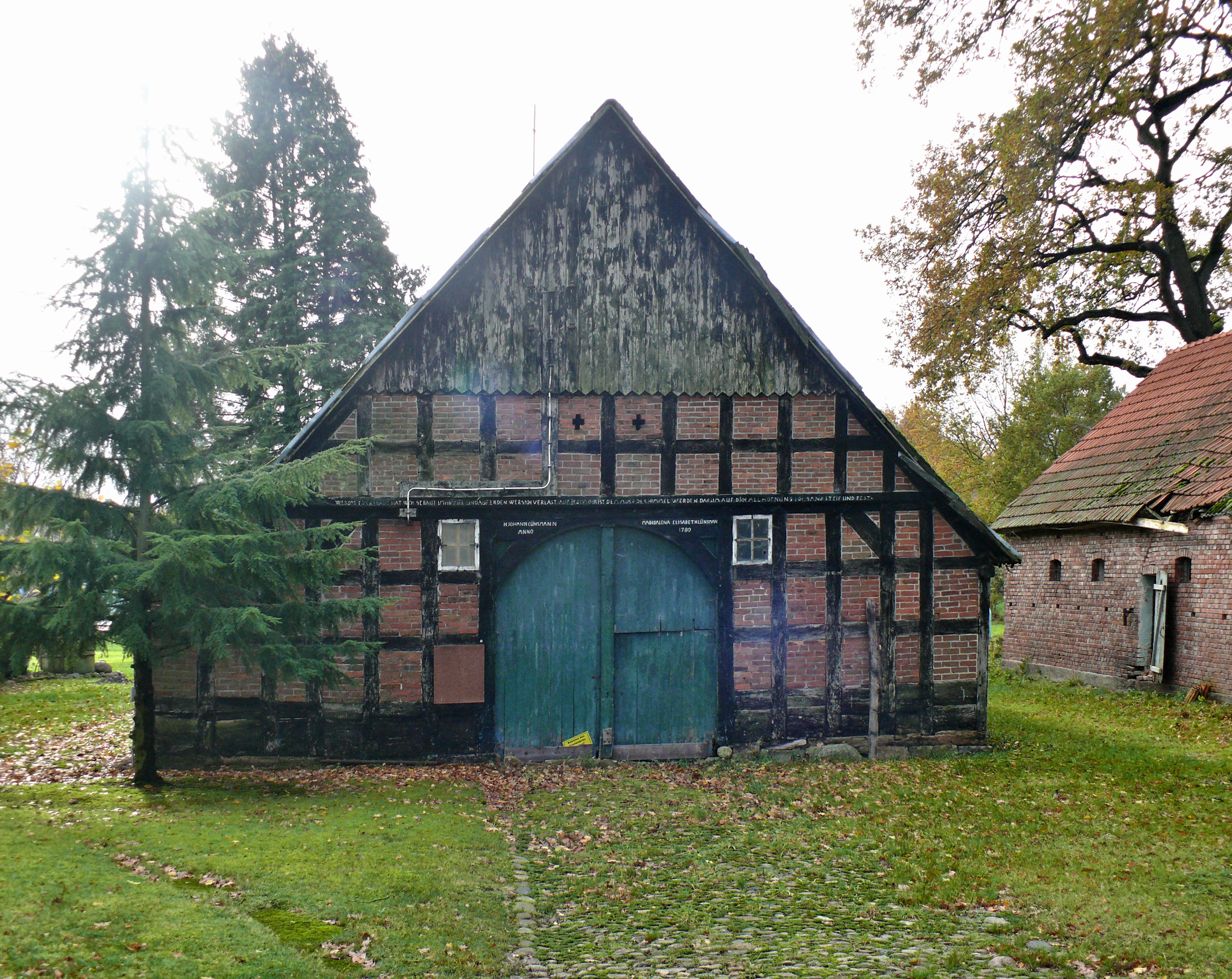
Voor de streek karakteristiek vakwerkboerderijtje (1780) bij Brockel

- De gemeente ligt in een streek met veel natuurschoon. Er zijn diverse hoogveenreservaten en voor lange wandelingen geschikte bosgebieden.
- Aan de rand van het hoogveenreservaat Großes und Weißes Moor, op de grens van de gemeentes Kirchwalsede, Westerwalsede en het dorpje Unterstedt in de gemeente Rotenburg (Wümme), liggen de beide meren Großer und Kleiner Bullensee. Met name de Große Bullensee is een populaire recreatieplas, met camping en enige andere faciliteiten voor strandvermaak. Langs dit meer loopt het populaire wandelpad Dör't Moor. Een probleem bij dit meer is soms een overmatige algengroei, die het water troebel maakt. Tot 2012 waren de recreatiemogelijkheden bij de Große Bullensee uitgebreider dan daarna. Er zijn toen beperkende maatregelen opgelegd, daar dronken jongeren, met name rond 1 mei, het meer en de omgeving 's avonds en 's nachts vaak onveilig maakten en er ook veel afval achterlieten. De flora en fauna van dit hoogveengebied is zeer waardevol. In het natuurreservaat komen o.a. drie soorten zonnedauw, de ringslang en de adder voor.
- Bezienswaardig is de 12e-eeuwse, evangelisch-lutherse Sint-Bartholomeüskerk te Kirchwalsede. Het uit 1878 daterende kerkorgel in dit godshuis is gemaakt door de regionaal zeer bekende orgelbouwer Philipp Furtwängler.